# Tylimanthus urvilleanus
Tylimanthus urvilleanus là một loài rêu tản trong họ Acrobolbaceae. Loài này được (Mont.) Hässel de Menéndez & Solari miêu tả khoa học lần đầu tiên năm 1972.